# Guido Marini

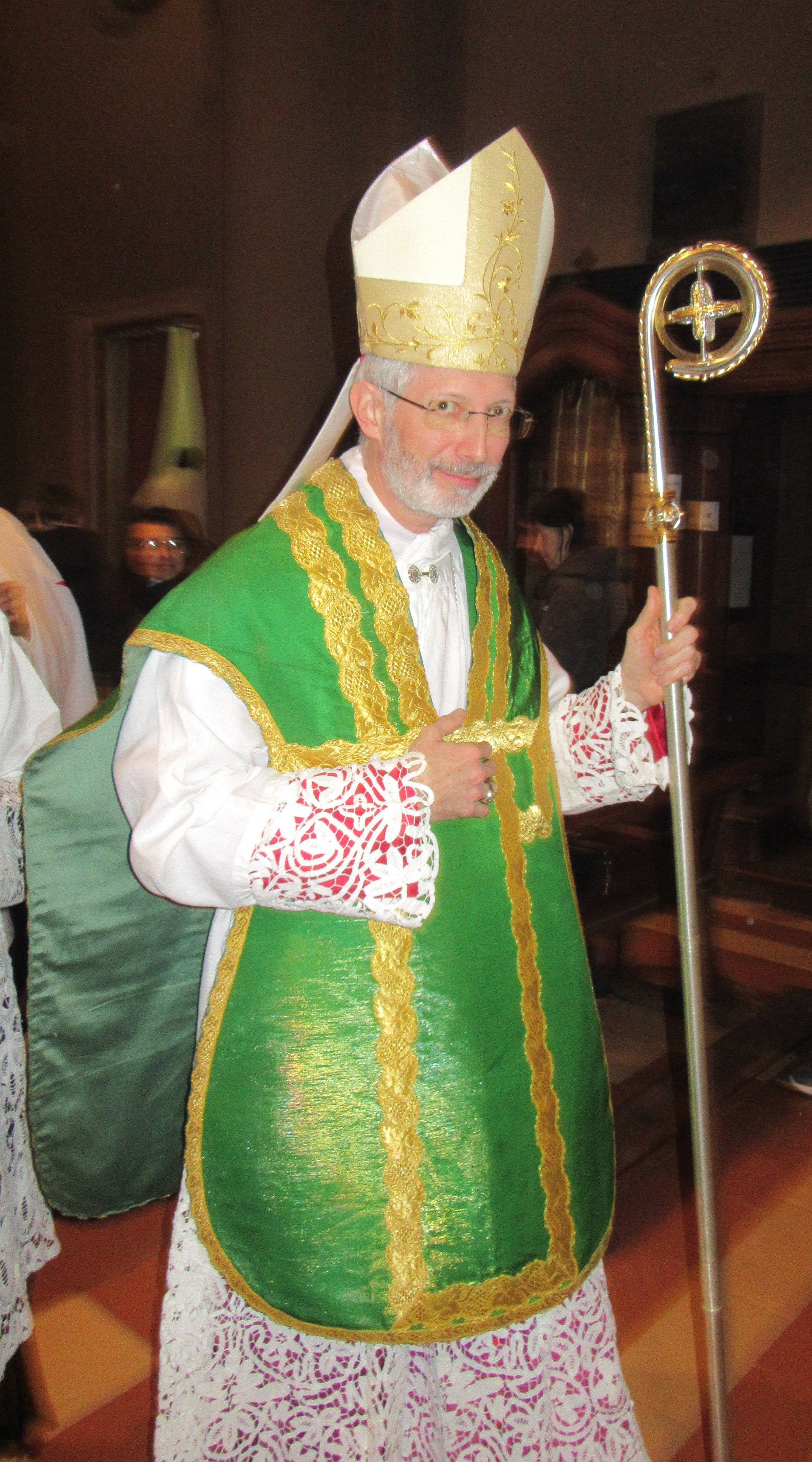
Bischof Guido Marini, Cremona, 2024

Guido Marini (* 31. Januar 1965 in Genua, Italien) ist ein italienischer Geistlicher und römisch-katholischer Bischof von Tortona. Von 2007 bis 2021 war er Zeremonienmeister für die Liturgischen Feiern des Papstes.

## Leben
Guido Marini studierte nach dem Abitur Katholische Theologie am Erzbischöflichen Seminar in Genua.
Am 4. Februar 1989 empfing er die Priesterweihe, danach promovierte er in Rom in Zivilrecht und Kanonischem Recht an der Päpstlichen Lateranuniversität und erhielt 2007 den Bachelor in Kommunikationspsychologie an der Päpstlichen Universität der Salesianer.
Von 1988 bis 2003 war er persönlicher Sekretär der folgenden Erzbischöfe von Genua: Giovanni Kardinal Canestri (bis 1995), Dionigi Tettamanzi (bis 2002) und Tarcisio Bertone.
Unter den Kardinälen Tettamanzi und Bertone wie auch unter Erzbischof Angelo Bagnasco war er Zeremoniar und Redakteur der liturgischen Bücher sowie Begründer des „Collegium Laurentianum“, einer ehrenamtlichen Vereinigung für den Ordnungs- und Besucherdienst in der Kathedrale.
Von 2003 bis 2005 war er Direktor der Abteilung Erziehung und Schule in der Erzbischöflichen Kurie mit Schwerpunkt des katholischen Religionsunterrichts.
Von 1996 bis 2001 war er berufenes Mitglied im diözesanen Priesterrat. Nachdem er 2005 zum Kanzler der erzbischöflichen Kurie ernannt worden war, wurde er Mitglied kraft Amtes desselben Priesterrats und durch das Amt des Sekretärs auch Mitglied im Bischöflichen Rat.
Von 1992 an unterrichtete er Kirchenrecht an der Norditalienischen Fakultät für Theologie, Abteilung Genua, und an der Hochschule für Religionswissenschaften, wo er auch Seminare in Theologie des kirchlichen Amtes gab.
2002 wurde er zum Domkapitular der Kathedrale San Lorenzo ernannt, deren Dekan er von 2003 bis 2007 war. Von 2004 bis 2007 übte er auch das Amt des Spirituals am Erzbischöflichen Seminar in Genua aus.
Am 1. Oktober 2007 ernannte ihn Papst Benedikt XVI. zum Nachfolger von Erzbischof Piero Marini als Zeremoniar der Liturgischen Feiern des Papstes, nachdem er ihn am 29. September 2007 zum Ehrenprälaten Seiner Heiligkeit ernannt hatte. Mit dem namensgleichen Vorgänger besteht kein Verwandtschaftsverhältnis.
Am 29. August 2021 wurde er von Papst Franziskus zum Bischof von Tortona ernannt. Papst Franziskus spendete ihm am 17. Oktober desselben Jahres im Petersdom die Bischofsweihe. Mitkonsekratoren waren der Erzbischof von Genua, Marco Tasca OFMConv, und sein Amtsvorgänger als Bischof von Tortona, Vittorio Francesco Viola. Die Amtseinführung im Bistum Tortona fand am 7. November 2021 statt.

Bischofswappen
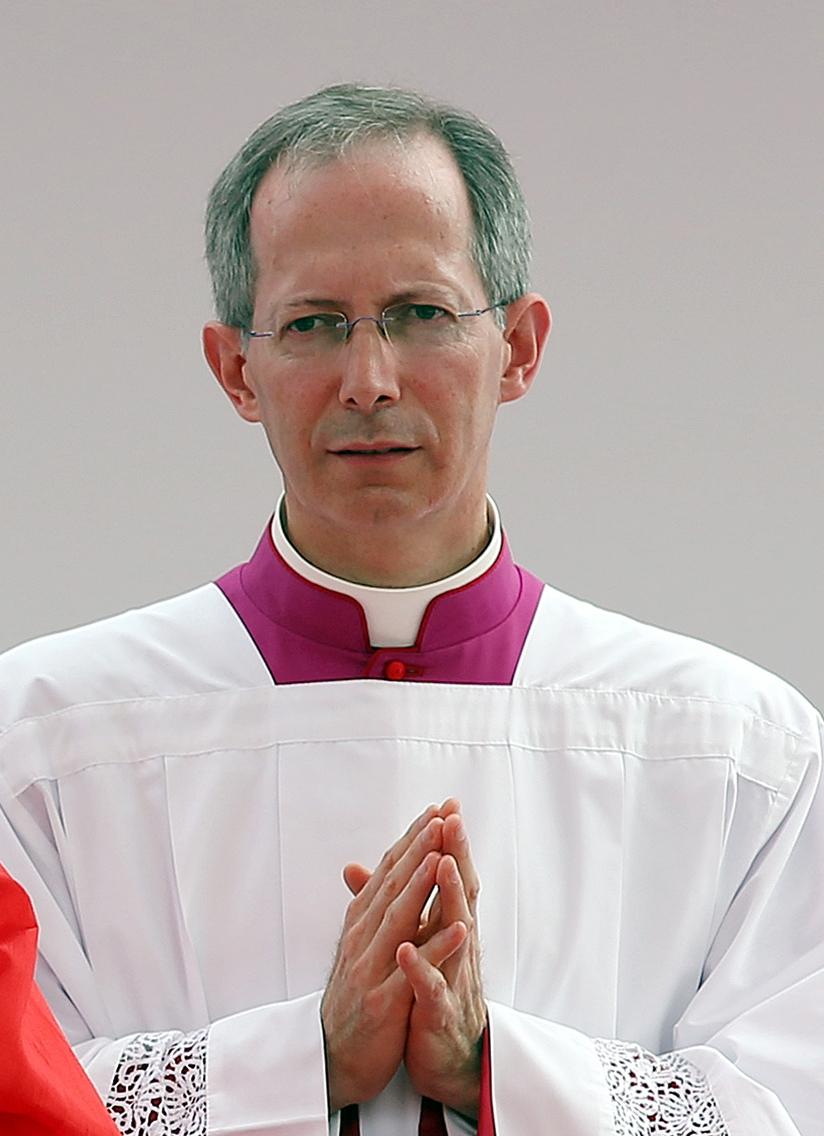
Prälat Guido Marini (2014)
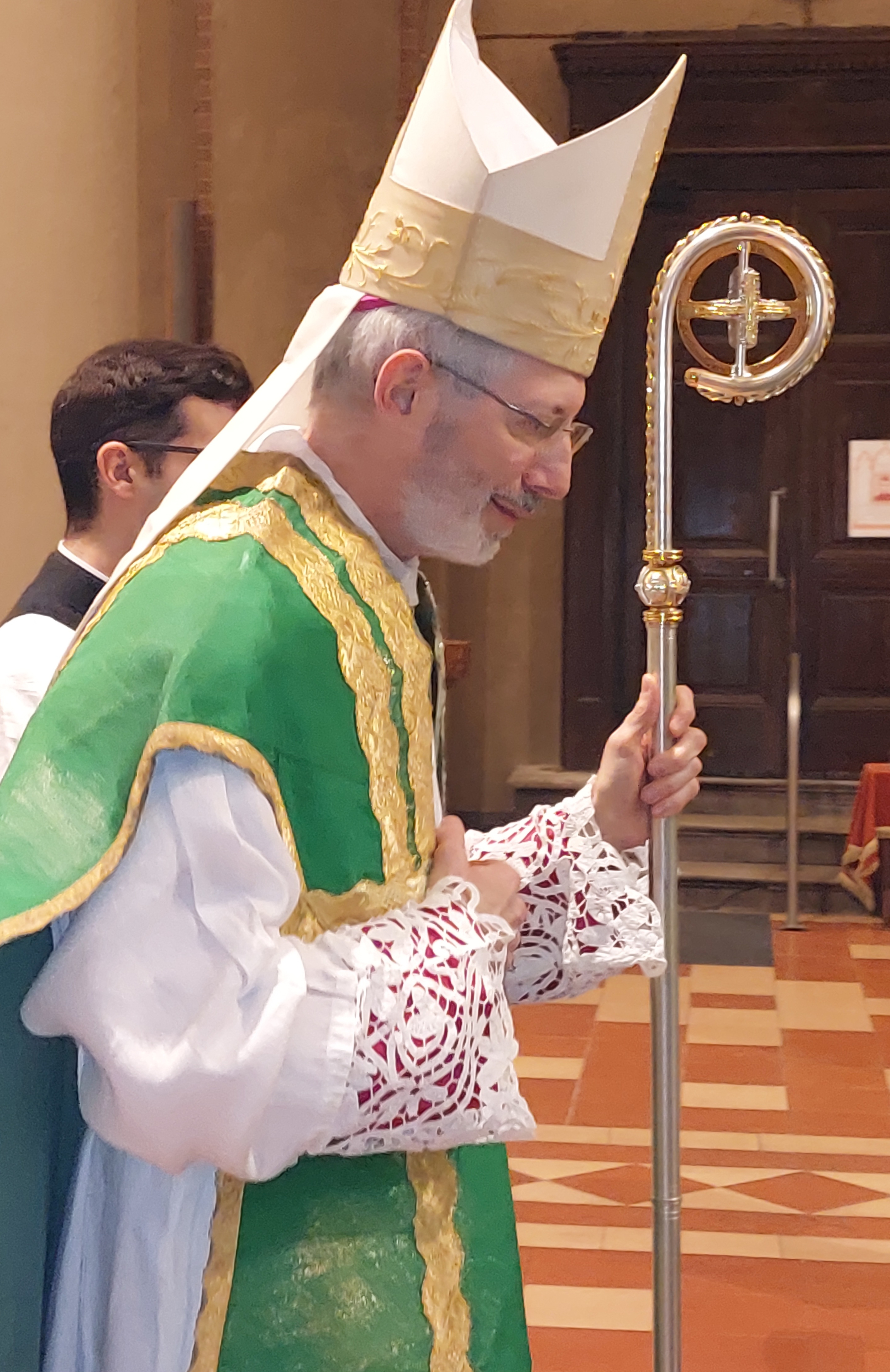
Bischof Guido Marini (2024)